# 堯十三
堯 十三（きょう じゅうさん、Yao shisan、中国語：尧十三、本名：唐尧、1986年8月25日 - ）は、中華人民共和国のフォークシンガー、シンガーソングライター、プロデューサー。
中国南西部の伝統音楽のスタイルをポップミュージックに取り入れ、中国における現在ポップスの幅を拡げることに貢献。
フォーク歌手集団「麻油葉」の一員。代表作に「寡妇王二嬢」「瞎子」「他姐的」「失之城」等がある。作品はフォーク、アンビエント・ミュージック、ポストロックなどに及び、絶妙な編曲と素朴な歌詞のものが多い。

## 略歴
中華人民共和国貴州省で生まれ、小さな頃から二胡の稽古を受け、2002年に従兄の影響でギターを習い始めた。
2010年に武漢大学医学院臨床専攻を卒業し、2011年に民間民謡組織「麻油葉」に参加し、同年、北宋の詞人である柳永の『雨霖鈴』を脚色し、貴州の方言で歌われた『瞎子』（ブランド）でデビュー。
ロウ・イエ監督の作品に初めて参加したのは、2012年『二重生活』のなかで『我想弾琴給你听』（わたしはギターを弾いてあなたに聞かせたい）を演出した際である。『ブラインド・マッサージ』の最後で歌った『他媽的』（damn it、 fuck）は、大学時代に作った、一人の少年の視点でえがかれた青春恋愛物語だが、記憶、夢、性愛、生死、運命などのテーマが歌詞で扱われている。2018年、代表作「瞎子」を元に制作された映画『無名の輩（无名之辈）』（監督：饶晓志）が公開された。

## ディスコグラフィー
- 飞船,宇航员 - (2015)
- 很久 - (2019)